# Falco subniger
Il falco nero (Falco subniger Gray, 1843) è un uccello falconiforme della famiglia dei Falconidi. È un falco di medie dimensioni diffuso solamente in Australia.

## Descrizione
Durante il primo anno di vita i falchi di questa specie hanno il piumaggio completamente nero, ma con il passare del tempo la colorazione si fa sempre più marrone scura. Malgrado le sue dimensioni, il falco nero vola molto rapidamente, grazie alle sue ali affusolate e appuntite.
Le femmine misurano solitamente 55 cm dal becco alla coda, mentre i maschi, più piccoli, non superano i 45 cm. A parte le dimensioni, i sessi sono molto simili. Rispetto ai falchi pellegrini, i falchi neri hanno una costituzione più leggera, apertura alare leggermente più ampia e zampe più lunghe. Sul terreno si muovono più velocemente dei falchi pellegrini, sebbene non quanto i falchi bruni.
Le relazioni evolutive di questa specie, così come quelle di molti falchi in generale, sono piuttosto enigmatiche. Si ritiene che si sia separata dagli altri falchi insieme alle specie del Vecchio Mondo del sottogenere Hierofalco, ad esempio il falco sacro (Wink et al. 2004).

## Distribuzione e habitat
Il falco nero è diffuso soprattutto nelle praterie e nelle aree boschive aperte delle regioni semiaride dell'interno dell'Australia.

## Biologia
Le prede principali del falco nero sono costituite soprattutto da uccelli, come quaglie, varie specie di pappagallo, fringuelli, gazze, corvi, storni, ecc. Spesso il falco nero cattura le sue prede in volo, sia inseguendole che scendendo in picchiata su di loro. Cattura anche animali terricoli, come lucertole, conigli, ratti, topi e piccoli marsupiali. È ben noto che rubi le prede ad altre specie di rapaci, come albanelle, gheppi e nibbi. Spesso è stato visto cacciare in prossimità del fronte degli incendi, dove cattura le prede che sfuggono alle fiamme. Nelle aree dove competono per il cibo, sono state osservate femmine di falco nero che uccidevano falchi pellegrini maschi, ma anche falchi neri uccisi da falchi pellegrini. Il falco nero è uno dei pochi falchi che si nutre di carogne. In gran parte del suo areale conduce vita nomade, spesso seguendo gli stormi di quaglie. Diversamente dai falchi del Nuovo Mondo, il falco nero non difende aggressivamente il suo nido dai predatori. La diminuzione del suo numero è dovuta soprattutto alla predazione dei nidicoli da parte dei gatti randagi introdotti dall'uomo.